# أنطونيو تالبوت
أنطونيو تالبوت هو محامي وسياسي كندي، ولد في 29 مايو 1900 في Saint-Pierre-de-la-Rivière-du-Sud ‏ في كندا، وتوفي في 25 سبتمبر 1980 في مدينة كيبك في كندا. نشط حزبياً في الإتحاد الوطني. وقد انتخب عضو الجمعية الوطنية في كيبك ‏.